# Itaipulândia
Itaipulândia é um município do estado do Paraná, no Brasil. Sua população estimada em 2004 era de 8 199 habitantes.
Localizado a 630 km da capital do Estado do Paraná, Curitiba. Situado na região Oeste do estado, o município possui uma extensão territorial municipal de 327,728 km² e limita-se com os seguintes municípios; ao Norte, com Santa Helena; a Leste, com Missal; a Sudeste, com Medianeira; ao Sul, com São Miguel do Iguaçu; a Sudoeste, Foz do Iguaçu e a Oeste, com o Lago de Itaipu e Cidade do Leste, no Paraguai.

## Topônimo
"Itaipulândia" é originário da junção dos termos tupis itá (pedra),  'y (água, rio) e pu (barulho) e do termo inglês land (terra).

## História
- Fundação: 10 de novembro de 1992 (32 anos)

Os pioneiros de origem europeia vieram para essa região em 1961, migrando de Santa Catarina e Rio Grande do Sul, quando adquiriram o direito de posse de cerca de 800 alqueires da gleba Guairaçá. A primeira denominação foi "Aparecida do Oeste" ("Aparecidinha do Oeste"), um distrito de São Miguel do Iguaçu criado pela Lei Estadual 7 438, de 29 de dezembro de 1980. Emancipou-se através de plebiscito pela Lei Estadual 9 908, de 19 de março de 1992, fundando, assim, o município de Itaipulândia, que teve a instalação administrativa em 1 de janeiro de 1993.
O município, após o Censo de 2010, passou a contar com mais de 9 000 itaipulandienses, na sua maioria jovens numa faixa entre 20 a 40 anos. A maioria da população (52,5%) encontra-se na área urbana.

## Economia
Sua principal atividade econômica, desde o início de sua colonização de origem europeia, é a agricultura, com o cultivo de fumo, feijão, milho, mandioca e soja. Os colonos dedicavam-se também a criação de bovinos e suínos.
Com a construção da Usina Hidrelétrica de Itaipu, no final da década de 1970, metade de suas terras agricultáveis foram inundadas pelo lago da represa (176,000 km²). No entanto, a agricultura continua a ser o setor que mais contribui para o produto interno bruto municipal, destacando-se, atualmente, as culturas de soja, milho e fumo. Outros setores que compõe a economia são os de serviço (comércio e turismo) e o de indústria. Como forma de mitigar o impacto ambiental, a Itaipu Binacional compensa o município pagando royalties, o que faz com que o município tenha uma das maiores rendas per capita da região.

## Administração
Lista de ex-prefeitosː
- 1 de janeiro de 1993 a 31 de dezembro de 1996 – Prefeito: Lotário Knob; Vice-prefeito: José Naconeski Sobrinho;
- 1 de janeiro de 1996 a 31 de dezembro de 2000 – Prefeito: Miguel Bayerle; Vice-prefeito: Laudair Bruch;
- 1 de janeiro de 2000 a 31 de dezembro de 2004 – Prefeito: Miguel Bayerle; Vice-prefeito: Flávio Fin;
- 1 de janeiro de 2004 a 8 de julho de 2008 – Prefeito: Vendelino Royer; Vice-prefeito: Laudair Bruch;
- 09 de julho de 2008 a 31 de dezembro de 2008 - Prefeito Gilberto Silvestri
- 1 de janeiro de 2009 a 23 de setembro de 2011 - Prefeito: Lotário Knob; Vice-prefeita: Maria Odete Zinn;
- 23 de setembro de 2011 a 4 de novembro de 2011 - Prefeito: Cláudio Vanio Gonçalves
- 4 de novembro de 2011 a 31 de dezembro de 2012 - Prefeito: Sidnei Picoli Amaral; Vice-prefeito: Vilson Nei Serena
- 1 de janeiro de 2013 a 31 de dezembro de 2016 - Prefeito: Miguel Bayerle; Vice-prefeito: Juarez José Bassani
- 1 de janeiro de 2017 a 26 de setembro de 2018 - Prefeito: Edinei Valdir Moresco Gasparini; Vice-prefeita: Cleide Inês Griebeler Prates
- 27 de setembro a 31 de dezembro de 2020 - Prefeita Cleide Inês Griebeler Prates
- 01 de janeiro 2021 a 31 de dezembro de 2024 - Prefeita Cleide Inês Griebeler Prates; Vice-prefeito Lindolfo Martins Rui